# فدراسیون دو و میدانی فرانسه
فدراسیون دو و میدانی فرانسه (فرانسوی: Fédération française d'athlétisme‎) سازمان اداره کننده ورزش دو و میدانی در کشور فرانسه است.
این فدراسیون که در سال ۱۹۲۰ تاسیس شده مقر آن در شهر پاریس قرار دارد.